# Erythridula harpax
Erythridula harpax är en insektsart som först beskrevs av Beamer 1930.  Erythridula harpax ingår i släktet Erythridula och familjen dvärgstritar. Inga underarter finns listade i Catalogue of Life.